# Махавілаччія (підрозділ окружного секретаріату)
Підрозділ окружного секретаріату Махавілаччія — підрозділ окружного секретаріату округу Анурадхапура, Північно-Центральна провінція, Шрі-Ланка. Складається з 17 Грама Ніладхарі.